# 全日本女子オープンレスリング選手権大会
全日本女子オープンレスリング選手権大会（ぜんにほんじょし―せんしゅけんたいかい）は、2006年より毎年10月に静岡県三島市（2009年までは東伊豆町）で開催される女子レスリングの全国大会である。主催は全日本女子レスリング連盟。
なお、1987年から1998年まで開催された「全日本女子レスリングオープントーナメント」（ジャパンクイーンズカップの事実上の前身）とはまったく別の大会である。

## 概要
前身は2004年と2005年に行われた「静岡オープン女子レスリング大会」で、全国的にも初となる女子レスリングの地方大会であった。
その静岡オープンを全国に門戸を広げる形で、2006年に開始。第1回から第3回（2008年）までは東伊豆町立体育センターで開催。第4回（2009年）は稲取高校体育館に移された。第5回（2010年）は三島市民体育館、第6回（2011年）は日大国際関係学部大講堂、第7回（2012年）からは再び三島市民体育館で開催。
年齢別にキッズ5・6年、中学生、高校生、大学生・シニアの部の4部門に分けて実施される。
ルールはキッズ5・6年は全国少年少女レスリング連盟統一ルール、中学生の部以上はUWWルールを採用。
高校生、大学生・シニアの部は海外遠征及び全日本レスリング選手権大会の選考の対象となる。